# La Tirana (Goya, 1792)
Ne doit pas être confondu avec La Tirana (Goya, 1794).
La Tirana est une huile sur toile réalisée par Francisco de Goya entre 1790-1792 selon Gudiol et Pita. Précédemment il a été daté 1799 basé sur une inscription apocryphe. Elle représente une actrice — la surnommée « La Tirana » — célèbre pour ses rôles de méchants. « Première dame du théâtre de la Cour », elle est particulièrement louée par le dramaturge Leandro Fernández de Moratín, qui a écrit de nombreuses critiques sur elle.

## Contexte
La femme peinte est l'actrice María del Rosario Fernández (es), dont le mari a également été surnommé « El Tirano » (le tyran).
C'est le premier portrait que Goya réalise de La Tirana, le second a été réalisé en 1794 ; on ne sait pas s'il y en a eu d'autres. Il est aussi le deuxième tableau de Goya à entrer à l'Académie royale des Beaux-Arts Saint-Ferdinand, en 1816, un cadeau de Teresa Ramos, la nièce de l'actrice.

## Description et analyse
Rosario porte ici une « robe blanche avec une frange dorée, des chaussures à talons hauts, en satin blanc, comme les bas, et sur le corps de la robe, qui a une encolure ronde et des manches courtes, un châle rose vif, avec des franges dorées ».
Sur le tableau, elle apparaît d'un air hautain et arrogant, avec une tenue délicate. La beauté de son trousseau inférieur est remarquable.
Le caractère testimonial de cette seconde représentation a été exagéré, presque comme une galerie de grandes personnalités, comme un hommage à l'actrice admirée par Moratín et d'autres auteurs de l'époque.